# Antonio Martinelli
Antonio Martinelli, pseudonimo di Dario Asioli (Modena, 1704 – Venezia, 17 agosto 1782), è stato un compositore italiano, attivo a Venezia con quel nome dalla metà degli anni venti del XVIII secolo, e solo recentemente giunti al riconoscimento della sua vera identità.
Tra le sue opere si ricordano un Concerto per viola d'amore e archi in re maggiore, "Per la S.ra Chiaretta" e un Concerto per violino in mi maggiore, "Dedicato alla S.ra Chiara", opere entrambe dedicate alla violinista e virtuosa Chiara della Pietà.